# Pizzo (mafia)
Pour les articles homonymes, voir Pizzo (homonymie).

L'infiltration mafieuse dans l'économie des provinces italiennes par le prélèvement du pizzo :
Pizzo courant
Pizzo occasionnel
Pizzo peu pratiqué
Pizzo inexistant

Le pizzo est une forme de racket pratiqué par les mafias italiennes envers les commerçants locaux, appelé « protection » dans le jargon. Il est particulièrement répandu dans le sud de l'Italie. Des formes apparentées de ce type d'extorsion sont d'ailleurs présentes à plusieurs endroits dans le monde. 

## Définition, origine et fonctionnement
Le terme pizzu d’origine sicilienne désigne le bec d’un oiseau, le pizzo est une métaphore de la mafia qui s'abreuve chez de nombreux commerçants.
Une autre signification se réfère au droit d’un contremaître de prélever une partie de la récolte du paysan. 
Mais « payer le pizzo », c’est aussi payer en nature, par exemple pour une entreprise embaucher quelqu’un (souvent un membre d’une organisation criminelle), apporter une aide obligatoire à des affaires mafieuses ou accepter des contrats avec des entreprises dépendant directement de la mafia.
Les mafieux vont voir un commerçant et ne lui demandent pas directement de payer le pizzo mais de se « mettre en règle ».
Ceux qui ne s’exécutent pas peuvent être incendiés, ruinés, maltraités, voire tués. En échange, une protection est assurée : des mafieux locaux peuvent passer outre à la bureaucratie et mettre un terme à des conflits avec d’autres entreprises. La collecte du pizzo permet à la mafia de rester en contact avec la collectivité et d’exercer un contrôle sur son territoire.
La pratique remonte au moins au XVIe siècle, puisqu'un écrit de 1585 l'atteste dans le marché palermitain de la Vucciria. En mai 1675, un homme qui refuse de payer en alertant les autorités de Partinico est tué le lendemain d'un coup de fusil.
Selon des estimations, la mafia extorque plus de 160 millions d’euros par an aux commerces ou aux entreprises dans la seule région de Palerme, et au moins dix fois plus pour l’ensemble de la Sicile. Le pizzo concernerait, selon les estimations, 80 % de l'économie de la Sicile. Sur l'ensemble de l'Italie, on estime en 2017 qu'un cinquième des entrepreneurs serait touché par les extorsions de la mafia. Selon l’université de Palerme, le pizzo s’élève à 457 euros par mois pour un commerce de détail et 578 euros pour les hôtels et restaurants, mais les entreprises de bâtiment sont sollicitées à hauteur de 2 000 euros par mois selon le quotidien Il Sole 24 Ore.

## Anti-pizzo
Libero Grassi, un entrepreneur de Palerme, a été un des premiers à refuser de payer le pizzo. En janvier 1991, il écrit une lettre au journal local, Il Giornale di Sicilia. Publiée en première page, elle est adressée au « Cher extorqueur ». L’événement fait du bruit et sept mois plus tard, le 29 août 1991, Grassi est assassiné.
En 2004, l’association Addiopizzo s’oppose à la mainmise de la mafia sur la vie politique et économique locale, placardant Palerme avec des affiches où il est écrit : « Un peuple qui paie le pizzo est un peuple sans dignité. » Ils organisent des manifestations en arborant des tee-shirts avec le logo d’Addiopizzo, un cercle barré avec une croix en son milieu et les mots « consumo critico ».
Une agence de voyages fondée en 2009, Addio Pizzo Travel, propose des tours uniquement avec des établissements refusant le pizzo.